# Distretto di Cigánd
Il distretto di Cigánd (in ungherese Cigándi járás) è un distretto dell'Ungheria, situato nella provincia di Borsod-Abaúj-Zemplén.